# Ángel Sertucha
Ángel Sertucha Ereñozaga (Gatika, 1931. január 27. – Mungia, 2019. április 6.) spanyol labdarúgó, hátvéd. Testvére José Manuel Sertucha labdarúgó.

## Pályafutása
1954 és 1956 között a Sestao, 1956–57-ben a CA Osasuna, 1957 és 1961 között az Athletic Club, 1961–62-ben ismét az Osasuna, 1962–63-ban a Béjar Industrial, 1963 és 1968 között a Sabadell labdarúgója volt. 1958-ban spanyol kupagyőztes volt a bilbaói csapattal.

## Sikerei, díjai
Athletic Club
- Spanyol kupa (Copa del Generalísimo)
  - győztes: 1958